# 코랑탱 마르탱
코랑탱 다 실바 마르탱(프랑스어: Corentin da Silva Martins, 1969년 7월 11일, 브르타뉴 지방 브레스트 ~)은 프랑스의 전직 프로 축구 선수로, 현역 시절 공격형 미드필더로 활약했으며, 현재 벨루이즈다드의 감독이다.

## 클럽 경력
마르탱은 포르투갈 혈통으로, 브르타뉴 지방 브레스트 출신이다. 그는 고향 브레스투아에서 프로 무대 신고식을 치르고, 1991년에 오세르로 이적해 기 루 감독이 이끌던 전설적인 선수단의 일원이 되어 1992-93 시즌에는 UEFA컵 준결승전까지 올랐고, 4년 후에는 역사적인 2관왕을 달성했다.
1996년 5월 30일, 마르탱은 스페인의 데포르티보로 이적했다. 라 리가에서 한 해동안 인상적인 활약을 펼치던 그는 부상으로 입지를 잃었다. 1998년 1월, 그는 스트라스부르로 1998년 1월에 둥지를 옮기며 프랑스 리그 1 무대로 복귀했고, 아미앙과의 2001년 쿠프 드 프랑스 결승전에서 주장을 맡았는데, 경기 결과는 승부차기 승리였다.
보르도로 임대되었던 마르탱은 스트라스부르에 복귀해 2004년까지 활약했고, 클레르몽 푸트에서 몇 달 더 활약한 후 은퇴했다.

### 국가대표팀
마르탱은 1-0으로 이긴 오스트리아와의 1993년 3월 27일에 프랑스 국가대표팀 경기에 처음 출전했다. 그는 유로 1996에 자국을 대표로 참가하기도 하며 총 14번의 경기에 출전했지만, 지네딘 지단의 부상으로 그의 활약상은 묻혔다.

## 감독 경력
마르탱은 2006년에 하부 리그의 캥페루아 감독을 맡으며 지도자 생활을 시작했다. 이듬해 그는 친정 구단의 단장을 맡았지만, 2008-09 시즌 도중에 대행감독으로 선수단을 이끌었다. 이후, 그는 리그 2의 구단에서 수석 코치를 역임했다.
마르탱은 브레스트 감독을 2011-12 시즌에 알렉스 뒤퐁 감독이 해임된 후와 이듬해 1부 리그 시즌 도중 랑드리 쇼뱅이 경질되었을 때에 구단 감독직을 2번 더 대행했다. 그는 2011-12 시즌에는 강등을 막았지만, 2012-13 시즌에는 막지 못했는데, 그가 맡은 8경기를 모두 패하면서 최하위로서 2부 리그로 떨어졌다.
2014년 10월 8일, 마르탱은 모리타니 국가대표팀 감독으로 취임했다. 2019년 1월, 그는 2021년까지 계약을 연장했다. 마르탱은 2019년과 2021년 아프리카 네이션스컵 본선행을 이끌었고, 전자의 대회는 모리타니의 대회 첫 참가였다. 그러나, 2022년 월드컵 예선전을 부진하게 시작하면서, 그는 해임되었다.
2022년 4월 11일, 마르탱은 하비에르 클레멘테의 후임으로 리비아 국가대표팀 감독으로 취임해 또다른 아프리카 국가대표팀을 지휘했다.
2023년 9월 15일, 그는 파라두의 감독으로 취임했다.